# 디무 보거
디무 보거(Dimmu Borgir)는 노르웨이의 메탈 밴드이다.